# Unité urbaine de Longages
L'unité urbaine de Longages est une unité urbaine française centrée sur la ville de Longages, département de la Haute-Garonne.

## Données globales
L'unité urbaine de Noé en 2010, selon l'Insee, était composée de deux communes, toutes situées dans l'arrondissement de Muret, subdivision administrative du département de la Haute-Garonne.
En 2020 la commune de Longages fusionne avec l'unité urbaine de Noé qui change de nom pour devenir l'unité urbaine de Longages.
L'unité urbaine de Longages appartient à l'aire d'attraction de Toulouse.

## Délimitation de l'unité urbaine de 2020
En 2020, l'Insee définit un nouveau zonage des unités urbaines. La nouvelle unité urbaine de Longages comprend désormais 3 communes,

### Liste des communes appartenant à l'unité urbaine de Longages
Voici la liste des 3 communes, faisant partie de l'unité urbaine de Longages selon la nouvelle délimitation de 2020 et sa population municipale (liste établie par ordre alphabétique) :
| Nom      | Code Insee | Département   | Statut       | Superficie (km2) | Population (dernière pop. légale) | Densité (hab./km2) | Modifier                                    |
| -------- | ---------- | ------------- | ------------ | ---------------- | --------------------------------- | ------------------ | ------------------------------------------- |
| Capens   | 31104      | Haute-Garonne | banlieue     | 6,77             | 650 (2022)                        | 96                 | modifier les données · modifier les données |
| Longages | 31303      | Haute-Garonne | ville-centre | 21,42            | 3 336 (2022)                      | 156                | modifier les données · modifier les données |
| Noé      | 31399      | Haute-Garonne | ville-centre | 9,65             | 2 979 (2022)                      | 309                | modifier les données · modifier les données |

## Évolution démographique
L'évolution démographique ci-dessous concerne l'unité urbaine selon le périmètre défini en 2020.
| 1968  | 1975  | 1982  | 1990  | 1999  | 2007  | 2012  | 2017  | 2019  |
| ----- | ----- | ----- | ----- | ----- | ----- | ----- | ----- | ----- |
| 2 193 | 2 620 | 3 113 | 3 919 | 4 250 | 5 427 | 6 224 | 6 641 | 6 749 |

| 2020  | 2021  | 2022  | - | - | - | - | - | - |
| ----- | ----- | ----- | - | - | - | - | - | - |
| 6 828 | 6 893 | 6 965 | - | - | - | - | - | - |

## Délimitation de l'ancienne unité urbaine de Noé
En 2010, l'Insee a procédé à une révision des délimitations des unités urbaines de la France; celle de Noé était composée de deux communes.

### Communes
Liste des communes appartenant à l'unité urbaine de Noé selon la délimitation de 2010 et sa population municipale (liste établie par ordre alphabétique) :
| Nom    | Code Insee | Statut | Superficie (km2) | Population (dernière pop. légale) | Densité (hab./km2) |
| ------ | ---------- | ------ | ---------------- | --------------------------------- | ------------------ |
| Capens | 31104      |        | 6,77             | 650 (2022)                        | 96                 |
| Noé    | 31399      |        | 9,65             | 2 979 (2022)                      | 309                |

## Évolution démographique
L'évolution démographique ci-dessous concerne l'unité urbaine selon le périmètre défini en 2010.
| 1968  | 1975  | 1982  | 1990  | 1999  | 2007  | 2012  | 2013  | 2014  |
| ----- | ----- | ----- | ----- | ----- | ----- | ----- | ----- | ----- |
| 1 272 | 1 519 | 1 781 | 2 228 | 2 351 | 2 959 | 3 413 | 3 485 | 3 548 |

| 2015  | 2016  | 2017  | - | - | - | - | - | - |
| ----- | ----- | ----- | - | - | - | - | - | - |
| 3 588 | 3 569 | 3 559 | - | - | - | - | - | - |